# Simone Gallimard
Pour les articles homonymes, voir Gallimard (homonymie).
Simone Gallimard, née Simone Cornu le 5 décembre 1917 à Étampes et morte le 23 octobre 1995 à Neuilly-sur-Seine, est une éditrice française, qui fut directrice du Mercure de France.

## Parcours
Simone Cornu est la fille d'André Cornu, un homme politique et haut fonctionnaire français qui fut sénateur, député avant la guerre et secrétaire d'État aux Beaux-Arts dans différents gouvernements, entre 1951 et 1954. En 1939, Simone épouse Claude Gallimard, fils de Gaston Gallimard, fondateur et patron de la maison d'édition Gallimard. Les quatre enfants issus de ce mariage sont Françoise, Christian, Antoine et Isabelle, qui travaillent tous dans les métiers du livre,.
Après le rachat en mai 1958 par son beau-père Gaston Gallimard du Mercure de France, maison d'édition fondée fin 1893 par Rachilde et Alfred Vallette dans le prolongement de la revue du Mercure de France, Simone Gallimard, séparée de son mari Claude Gallimard, en devient la directrice en 1962, devenant sa présidente en 1969,. Elle s'entoure de directeurs littéraires reconnus comme Renaud Matignon, Michel Cournot, Paul Pavlowitch, Nicolas Bréhal. Des auteurs et autrices de cette maison d'édition reçoivent des prix littéraires enviés : prix Goncourt pour Andreï Makine, prix Renaudot pour Salvat Etchart, prix Médicis pour Michel Butel et François-Olivier Rousseau, prix Fémina pour Claude Faraggi, Jocelyne François et Paula Jacques.
Elle est au cœur de l'« affaire Émile Ajar » : Ajar se vit décerner le prix Goncourt, alors qu'il était en fait le pseudonyme de Romain Gary, lequel est donc l'unique récipiendaire de deux prix Goncourt. En 1990, lorsqu'un conflit familial éclate entre ses enfants sur le sujet de la succession de son ex-époux Claude Gallimard, elle tente de jouer les bons offices, mais ne peut empêcher les deux aînés, Christian et Françoise, de vendre leur part d'actionnaires.
Elle meurt le 23 octobre 1995 des suites d'un cancer,. Sa fille, Isabelle Gallimard, prend alors sa succession à la tête du Mercure de France.